# یانگی-آول
یانگی-آول (انگلیسی: Yangy-Aul) یک شهرک در شهرستان ملئوزوفسکی استان باشقیرستان کشور روسیه است.